# Vasilij Kuragin
Il principe Vasilij Sergeevič Kuragin (in russo Василий Сергеевич Курагин?) è un personaggio del romanzo Guerra e pace di Lev Tolstoj.
È il padre di Hélène, di Anatole e di Hippolite. Viene descritto come uomo spietato, meschino ed arrivista è determinato a ben sposare i suoi figli con esponenti della nobiltà russa, nonostante non nasconda qualche dubbio sul carattere di alcuni di essi.